# Antonio Pérez Pérez (político)
Antonio Pérez Pérez (Benidorm, 2 de junio de 1968) es un político español del Partido Popular, alcalde de Benidorm desde 2015 y presidente de la Diputación Provincial de Alicante desde 2023.

## Trayectoria política
Activo en la política local desde 1992, accede al Ayuntamiento de Benidorm en las elecciones de 1995 de la mano del alcalde Vicent Pérez Devesa. Ejerció como portavoz del PP y jefe de la oposición durante el período del alcalde socialista Agustín Navarro (2009-2015) hasta que logra ganar las elecciones de 2015 y acceder a la alcaldía revalidándola en las siguientes, desde 2019 y 2023 .
En 2021, con la llegada de Carlos Mazón a la presidencia regional del PP, Toni Pérez pasa a liderar la dirección del partido en la provincia de Alicante. También sustituye a Mazón en la presidencia de la Diputación de Alicante después de que éste consiguiera la victoria en las elecciones a las Cortes Valencianas de 2023 y la presidencia de la Generalitat Valenciana .